# NGC 3457
NGC 3457 = NGC 3460 ist eine Galaxie vom Hubble-Typ S? im Sternbild Löwe auf der Ekliptik. Sie ist schätzungsweise 48 Millionen Lichtjahre von der Milchstraße entfernt und hat einen Durchmesser von etwa 15.000 Lichtjahren. 

Im selben Himmelsareal befinden sich u. a. die Galaxien NGC 3454, NGC 3455, NGC 3461, IC 656.
Das Objekt wurde am 25. März 1827 Francis Baily entdeckt.